# Шпилька (підбор)

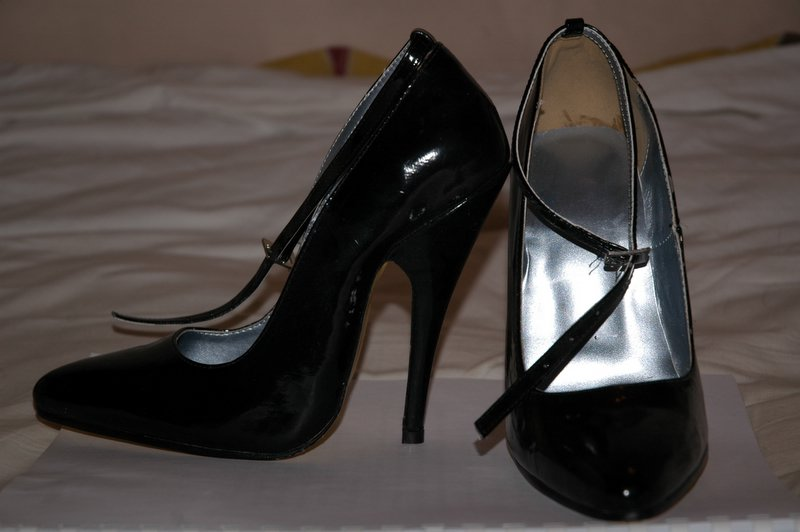
Жіноче взуття на високих підборах

Шпилька — підбор взуття у вигляді тонкого стрижня, довжина якого може бути різною. Виготовляється з надміцних пластмас з металевою або пластмасовою набійкою або буває суцільнометалевою.
Була винайдена в 1950 р. італійським модельєром Сальваторе Феррагамо, як опору для підбора він запропонував довгий сталевий стрижень-стилет.
Існує взуття на шпильці понад 16 см (враховуючи платформу спереду). 

## Вплив на здоров'я
Носіння туфель на високих підборах зміщує центр ваги тіла зі стопи на пальці стоп, що вимагає додаткового напруження сідничних м'язів при стоянні і ходьбі. З цієї причини туфлі-«шпильки» є атрибутом моделей на показах спідньої білизни та натурниць у жанрі «ню».